# 莫尔瑙塞彻德
莫尔瑙塞彻德，是匈牙利沃什州所辖的一个村，总面积11.69平方公里，总人口433，人口密度37.0人/平方公里（2010年1月1日）。